# Sonorarctia fervida
Sonorarctia fervida är en fjärilsart som beskrevs av Walker 1855. Sonorarctia fervida ingår i släktet Sonorarctia och familjen björnspinnare. Inga underarter finns listade i Catalogue of Life.